# The Button (Reddit)
The Button（ザ・ボタン）とは、2015年にReddit上で実施された社会実験である。この実験はr/thebuttonというSubreddit上で行われ、ボタンが押される度にリセットされる60秒のカウントダウンタイマーがSubreddit内に設置された。この実験は4月1日（エイプリルフール）から始まり、6月5日にカウントが0になる前に押すユーザーが現れなくなったため、実験が終了した。
The Buttonは世界中のRedditユーザーを困惑させたものの、最終的に100万を超えるユーザーがボタンを押した。また、リアルタイムでThe Buttonの統計を追跡し、タイマーが特定の値を下回った際にユーザーがアクセスできるようにするため、様々なウェブサイトやウェブブラウザの拡張機能、モバイルアプリケーションが製作された。

## 実験内容
The Button用に設置されたSubredditは標準的なレイアウトであったものの、ページの最上部に60秒のカウントダウンタイマーと、その横にカバーの付いたボタンが設置されていた。このボタンはクリックされた際にカウントが60秒にリセットされるというものであり、実験の開始日である4月1日以前に作成されたアカウントのみが1度だけボタンを押すことが出来た。
| 残り時間                       | 色   |
| ------------------------------ | ---- |
| 60秒 – 52秒                    | 紫   |
| 51秒 – 42秒                    | 青   |
| 41秒 – 32秒                    | 緑   |
| 31秒 – 22秒                    | 黄色 |
| 21秒 – 12秒                    | 橙色 |
| 11秒 – 0秒                     | 赤   |
| 最後までクリックしなかった場合 | 灰色 |
| クリックする権利が無い場合     | 白   |
| 出典:                          |      |

このSubreddit内にコメントを投稿したユーザーは「flair」と呼ばれる色付きの小さいバッジがユーザー名の隣に付与された。ユーザーが最後までボタンを押さなかった場合、「non-presser」の文字が表示された灰色のflairが付与され、ボタンを押した際には、残り時間に準じた色のflairが付与され、カーソルを合わせた際にボタンを押した際の残り時間が表示された。このSubreddit上では、残り時間とflairの色がステータスとなった。

## 実験の経過
The buttonの説明は、4月1日にReddit公式ブログ上で初めて公開された。ボタンを押したユーザーの数は、公開日の翌日である4月2日までに50万に達し、4月27日までに80万に達した。
その後、コミュニティ内にて最後にボタンを押したユーザーを「The pressiah」と呼ぶことが決まり、2015年6月5日の21時49分53秒（UTC）にボタンを押したBigGoronというユーザーがそう呼ばれるようになった。その60秒後、カウントダウンのタイマーが0秒となり、実験開始から2か月と4日後に終了した。その6分後、Redditの管理者であり、The Buttonの制作者である「powerlanguage」により、10分以内にSubredditがアーカイブされるということが発表された。実験終了までにボタンを押したユーザーは100万8316ユーザーであった。

## 技術的問題
The Buttonの実験中に、ユーザーが時間内にボタンを押したにもかかわらず、タイマーが0秒になるまで止まらなくなるという問題が複数回発生した。後にRedditの管理者らによるサーバーエラーが原因であると発表されたものの、コミュニティの不満が原因ではないかという憶測や、このSubredditがReddit管理者によって操作されているのではないかといった憶測が飛び交った。

## コミュニティへの影響
このSubreddit特有の分離により、The Button自体に対して特定のflairや信念を取り巻くカルト的な集団が形成されていった。これらの集団は、主にボタンを押すことを信念に持つ「The pressers」とボタンを押さないことを信念に持つ「The non-pressers」に大別され、「The pressers」内でもflairの色によってそれぞれグループが形成されていた。これらのグループはそれぞれ、タイマーが0秒になった際に何が起こるのかについて独自の信念を持っていた。加えて、緑色のflairを持ったユーザーのグループを表す「The Emerald Council」や、紫色のflairを持ったユーザーのグループを表す「The Violet Hand」などのように各色の集団を表す名前が付けられた。
灰色のflairを持つユーザー群の中でも、単にカウントが0秒になる場面を見るためにボタンを押さなかったユーザーと、最後の瞬間にボタンをリセット出来るようにするためにボタンを押さなかったユーザーに二分されており、特に後者は「Knights of The Button」を自称した。この集団に属するユーザーらは、その後、何千ものダミーアカウントを作成し、そのアカウントを操作するプログラムを作ることで、カウントが0秒になる前に自動的にボタンを押すという計画を実行した。しかし、これらのダミーアカウントが2015年4月1日以降に作成されたものであったため、ボタンを押すことが出来ず、最終的にカウントは0秒に到達した。